# Яснозірська сільська рада (Черкаський район)
Яснозі́рська сільська́ ра́да — адміністративно-територіальна одиниця та орган місцевого самоврядування в Черкаському районі Черкаської області. Адміністративний центр — село Яснозір'я.

## Загальні відомості
- Населення ради: 3 695 осіб (станом на 2001 рік)

## Населені пункти
Сільській раді підпорядковані населені пункти:
- с. Яснозір'я

## Склад ради
Рада складається з 20 депутатів та голови.
- Голова ради: Поповиченко Лідія Іванівна
- Секретар ради: Барвінська Валентина Андріївна

### Керівний склад попередніх скликань
| Прізвище, ім'я, по батькові | Основні відомості                                                         | Дата обрання | Дата звільнення |
| --------------------------- | ------------------------------------------------------------------------- | ------------ | --------------- |
| Поповиченко Лідія Іванівна  | Сільський голова, 1961 року народження, освіта вища                       | 26.03.2006   | 31.10.2010      |
| Поповиченко Лідія Іванівна  | Сільський голова, 1961 року народження, освіта вища, член Партії регіонів | 31.10.2010   |                 |

Примітка: таблиця складена за даними сайту Верховної Ради України

### Депутати
За результатами місцевих виборів 2010 року депутатами ради стали:

#### За суб'єктами висування
| Суб'єкт висування | Кількість обраних депутатів | %  |
| ----------------- | --------------------------- | -- |
| Самовисування     | 12                          | 60 |
| Партія регіонів   | 8                           | 40 |

#### За округами
| № округу        | Прізвище, ім'я, по батькові    | Дата визнання обраним | Освіта             | Партійна приналежність | Відомості про обраного депутата                     |
| --------------- | ------------------------------ | --------------------- | ------------------ | ---------------------- | --------------------------------------------------- |
| Партія регіонів |                                |                       |                    |                        |                                                     |
| 3               | Костриця Василь Іванович       | 04.11.2010            | вища               | позапартійний          | СТОВ ім. Шевченка, завідувач виробництва центр.току |
| 5               | Баслик Володимир Григорович    | 04.11.2010            | вища               | член Партії регіонів   | школа, вчитель                                      |
| 6               | Плешинець Іван Васильович      | 04.11.2010            | вища               | член Партії регіонів   | ПокровськийХрам, священ-ник                         |
| 9               | Маніло Анатолій Васильович     | 04.11.2010            | вища               | член Партії регіонів   | Будинок культури, директор                          |
| 10              | Петрова Ольга Іванівна         | 04.11.2010            | вища               | член Партії регіонів   | СТОВ ім. Шевченка, головний зоотехнік               |
| 17              | Балацький Олег Миколайович     | 04.11.2010            | середня            | член Партії регіонів   | тимчасово не працює                                 |
| 18              | Шаповал Зоя Миколаївна         | 04.11.2010            | вища               | член Партії регіонів   | школа, вчитель                                      |
| 19              | Іщенко Володимир Якович        | 04.11.2010            | середня спеціальна | член Партії регіонів   | лікарня, водій швидкої допомоги                     |
| Самовисування   |                                |                       |                    |                        |                                                     |
| 1               | Недоступ Віктор Васильович     | 04.11.2010            | вища               | член Народної партії   | СТОВ ім. Шевченка, головний інженер                 |
| 2               | Пономар Михайло Михайлович     | 04.11.2010            | вища               | позапартійний          | СТОВ ім. Шевченка, агроном                          |
| 4               | Шаповал Оксана Вікторівна      | 04.11.2010            | вища               | позапартійна           | Сільська рада, головний бухгалтер                   |
| 7               | Разумов Олександр Сергійович   | 04.11.2010            | середня            | позапартійний          | СТОВ ім. Шевченка, бригадир                         |
| 8               | Веретільник Олег Валерійович   | 04.11.2010            | вища               | позапартійний          | Черкаський РВУМВС, дільничний інспектор             |
| 11              | Барвінська Валентина Андріївна | 04.11.2010            | вища               | позапартійна           | Сільська рада, секретар                             |
| 12              | Шаповал Василь Андрійович      | 04.11.2010            | середня            | позапартійний          | СТОВ ім. Шевченка, завідувач МТФ                    |
| 13              | Постіл Іван Васильович         | 04.11.2010            | вища               | член Народної партії   | підприємство, підприє-мець                          |
| 14              | Затока Валерій Петрович        | 04.11.2010            | середня            | позапартійний          | СТОВ ім. Шевченка, завідую-чий гаражем              |
| 15              | Пащенко Наталія Іванівна       | 04.11.2010            | вища               | позапартійна           | Сільська рада, землевпорядник                       |
| 16              | Ляховець Василь Андрійович     | 04.11.2010            | вища               | позапартійний          | СТОВ ім. Шевченка, головний бухгалтер               |
| 20              | Костриця Василь Іванович       | 04.11.2010            | вища               | позапартійний          | СТОВ ім. Шевченка, головний економіст               |